# Windows Server
Windows Server – nazwa grupy systemów operacyjnych firmy Microsoft przeznaczonych dla  serwerów.
Do grupy tej należą:
- wersje podstawowe:
  - Windows Server 2003;
    - Windows Server 2003 R2;

  - Windows Server 2008;
    - Windows Server 2008 R2;

  - Windows Server 2012;
    - Windows Server 2012 R2;

  - Windows Server 2016;
  - Windows Server 2019;
  - Windows Server 2022;
  - Windows Server 2025
- wersje specjalne:
  - Windows HPC Server 2008 – edycja zaprojektowana specjalnie pod bardzo wydajne komputery;
  - Windows Small Business Server – system operacyjny z rodziny Windows Server zaprojektowany dla małych firm;
  - Windows Essential Business Server – system operacyjny podobny do Windows Small Business Server, z tym że zaprojektowany dla średnich przedsiębiorstw;
  - Windows Home Server – system operacyjny dla domowych serwerów, służący do udostępniania plików, zarządzania przepływem danych, automatycznych backupów i dostępu zdalnego.

## Wersje
| Wersja | Nazwa marketingowa     | Edycje                                                                                      | Data Wydania         | Numer Kompilacji |
| ------ | ---------------------- | ------------------------------------------------------------------------------------------- | -------------------- | ---------------- |
| 5.2    | Windows Server 2003    | Standard, Enterprise, Datacenter, Web, Storage, Small Business Server, Compute Cluster      | 24 kwietnia 2003     | 3790             |
| 5.2    | Windows Server 2003 R2 | Standard, Enterprise, Datacenter, Web, Storage, Small Business Server, Compute Cluster      | 6 grudnia 2005       | 3790.1           |
| 6.0    | Windows Server 2008    | Foundation, Standard, Enterprise, Datacenter, Web Server, HPC Server, Itanium-Based Systems | 27 lutego 2008       | 6001-6003        |
| 6.1    | Windows Server 2008 R2 | Foundation, Standard, Enterprise, Datacenter, Web Server, HPC Server, Itanium-Based Systems | 22 października 2009 | 7600-7601        |
| 6.2    | Windows Server 2012    | Foundation, Essentials, Standard, Datacenter                                                | 4 września 2012      | 9200             |
| 6.3    | Windows Server 2012 R2 | Foundation, Essentials, Standard, Datacenter                                                | 18 października 2013 | 9600             |
| 10.0   | Windows Server 2016    | Essentials, Standard, Datacenter, Multipoint Premium Server, Storage Server, Hyper-V Server | 26 września 2016     | 14393            |
| 10.0   | Windows Server 2019    | Essentials, Standard, Datacenter, Multipoint Premium Server, Hyper-V Server                 | 2 października 2018  | 17763            |
| 10.0   | Windows Server 2022    | Essentials, Standard, Datacenter, Multipoint Premium Server, Hyper-V Server                 | 18 sierpnia 2021     | 20348            |